# Du riechst so gut
"Du riechst so gut" ("você cheira tão bem") é uma canção da banda de Neue Deutsche Härte chamada Rammstein. Foi o primeiro single do álbum de estreia do grupo, 'Herzeleid'. Lançado em 24 de agosto de 1995, também foi o primeiro single da banda inteira. A música descreve os pensamentos internos de um predador caçando a sua presa. O título foi inspirado na obra O Perfume, de Patrick Süskind, história favorita do vocalista Till Lindemann. O single foi relançado em 1998 sobre o nome de "Du riechst so gut '98", com um videoclipe novo e uma edição diferente.

## Vídeo clipe
Um videoclipe foi lançado para a música, demonstrando os 6 membros da banda sem camisa e em um fundo branco. O vídeo começa com um Doberman andando pela tela, com cortes repetidos do cachorro olhando curiosamente para a câmera, junto com flores mostradas na capa do álbum Herzeleid e na capa desse single. Till Lindemann é mostrado em cortes close-up simples, cantando a letra da música e em algumas partes usando um par de goggles ameaçadores. Os goggles, conhecidos como "Schlitzbrille", foram mostrados novamente no videoclipe de Ohne dich.

## Performances ao vivo
A canção foi cantada no primeiro show de todos do Rammstein, feito em 14 de abril de 1994, em Leipzig.  Música bem-aceita pelos fãs, muitas vezes foi usada como a última de vários shows do tour 'Herzeleid'. Em performances do tour 'Sehnsucht', Till usualmente simulava disparos de foguetes com um arco, assim, logo depois o arco começava a propulsar faíscas enquanto Till rotacionava ele. Em alguns shows, ele fez o mesmo com outras músicas, como Laichzeit no Bizarre Festival em 1997 ou Du hast no tour Family Values em 1998. Os guitarristas Paul Landers e Richard Kruspe iriam conduzir a audiência durante os solos estendidos.
A música não chegou a ser tocada no tour Mutter, mas voltou no tour Reise, Reise. Nessa hora, Paul e Richard usavam jaquetas que atiravam fogo/faíscas de uma de suas mangas, indo do ombro até os antebraços;   um ficaria de costas para a audiência enquanto o outro ficaria de frente, assim, a pirotecnia seria ativada enquanto os dois perfomavam o tapping no solo.  Não foi tocada novamente em 2009, no tour 'Liebe ist für alle da', porém retornou ao setlist em 2010. Ocasionalmente, a música era tocada com as mesmas jaquetas pirotécnicas de antes, porém agora com os dois guitarristas olhando para a audiência.

## Faixas
1. Du riechst so gut (Versão Single) - 4:50
2. Wollt ihr das Bett in Flammen sehen? (Versão do álbum)
3. Du riechst so gut (Scal Remix)  pelo Pitchfork Project

## Du riechst so gut '98
No dia 17 de abril de 1998, '"Du riechst so gut"' foi relançado como '"Du riechst so gut '98"'. A música continuou do mesmo jeito, exceto pela introdução mais curta.

### Videoclipe
Um videoclipe novo também acabou sendo lançado. Ele representa os membros da banda como vampiros que seguem uma mulher até um castelo, onde um baile de máscaras está acontecendo. Eles sentem o cheiro da mulher, infiltrando-se no baile até eles acharem ela. Quando eles finalmente seduzem a mulher para que ela se torne a sua comida, eles viram uma matilha de lobos e fogem do castelo enquanto são perseguidos pelos atendentes. No final do vídeo, é mostrado que a mulher se tornou um vampiro também. O videoclipe foi estreado em 25 de maio de 1998 e gravado entre 20 e 25 de abril, no castelo Babelsberg em Potsdam/Berlim, Jagdscholß no distrito de Berlim e foi dirigido por Phillip Stözl. O vídeo foi inspirado pelo filme de 1984 'A Companhia dos Lobos'.

### Faixas
1. Du riechst so gut '98 - 4:24
2. Du riechst so gut (RMX por Faith No More) - 1:58
3. Du riechst so gut (RMX por Günter Schulz-KMFDM & Hiwatt Marshall) - 4:07
4. Du riechst so gut (RMX por Sascha Konietzko-KMFDM) - 4:47
5. Du riechst so gut (RMX por Olav Bruhn-Bobo in White Wooden Houses) - 4:45
6. Du riechst so gut (RMX por Sascha Moser-Bobo e White Wooden Houses) - 3:53
7. Du riechst so gut (RMX por Jacob Hellner/Marc Stagg) - 4:34
8. Du riechst so gut ("Migräne"-RMX) por Günter Schulz (KMFDM) - 5:18
9. Du riechst so gut '95 (videoclipe)

#### Gráficos
| Gráfico (1998)                        | Pico |
| ------------------------------------- | ---- |
| Alemanha (Offizielle Deutsche Charts) | 16   |